# Hadou
Hadou – czwarty album studyjny japońskiego piosenkarza Kōshiego Inaby, wydany 18 sierpnia 2010 roku. Ukazał się w dwóch edycjach: regularnej CD i limitowanej CD+DVD. Osiągnął 1 pozycję w rankingu Oricon i pozostawał na liście przez 13 tygodni, sprzedał się w nakładzie 177 984 egzemplarzy. Utwór „Kono te o totte hashiri dashite” został wykorzystany w zakończeniach programu NEWS23X, a „Akai ito” został wykorzystany jako ending anime Kekkaishi.
Album zdobył status złotej płyty.

## Lista utworów
| CD  |                                                                   |      |
| Nr  | Tytuł                                                             | Czas |
| 1.  | „LOST”                                                            | 1:27 |
| 2.  | „Zettai (Teki)” (jap. 絶対(的))                                   | 4:17 |
| 3.  | „The Morning Call”                                                | 4:03 |
| 4.  | „Okay”                                                            | 5:16 |
| 5.  | „Lone Pine”                                                       | 4:39 |
| 6.  | „Eden” (jap. エデン)                                              | 4:22 |
| 7.  | „CAGE FIGHT”                                                      | 3:52 |
| 8.  | „Koyoi kimi to” (jap. 今宵キミト)                                 | 4:32 |
| 9.  | „Kono te o totte hashiri dashite” (jap. この手をとって走り出して) | 5:34 |
| 10. | „Sariyuku hito e” (jap. 去りゆく人へ)                             | 4:25 |
| 11. | „Fushichō” (jap. 不死鳥)                                          | 3:59 |
| 12. | „Shujinkō” (jap. 主人公)                                          | 3:54 |
| 13. | „Little Boy” (jap. リトルボーイ Ritoru Bōi)                       | 3:28 |
| 14. | „Akai ito” (jap. 赤い糸)                                          | 2:43 |
| 15. | „Itaikena taiyō” (jap. イタイケな太陽)                            | 7:17 |
| DVD |                                                                   |      |
| Nr  | Tytuł                                                             | Czas |
| 1.  | „Nami” (jap. 波) (teledysk)                                       |      |
| 2.  | „Tōku made” (jap. 遠くまで) (teledysk)                            |      |
| 3.  | „O.NO.RE” (teledysk)                                              |      |
| 4.  | „Touch” (teledysk)                                                |      |
| 5.  | „Fami-Res gozen sanji” (jap. ファミレス午前3時) (teledysk)        |      |
| 6.  | „AKATSUKI” (teledysk)                                             |      |
| 7.  | „Shizukana ame” (jap. 静かな雨) (teledysk)                        |      |
| 8.  | „I'm on fire” (teledysk)                                          |      |
| 9.  | „Wonderland” (teledysk)                                           |      |
| 10. | „Shōmen shōtotsu” (jap. 正面衝突) (teledysk)                      |      |
| 11. | „Hazumu sekai” (jap. ハズムセカイ) (teledysk)                     |      |

## Notowania
| Lista                      | Pozycja |
| -------------------------- | ------- |
| Oricon Weekly Albums Chart | 1       |
| Oricon Yearly Albums Chart | 38      |